# 三富溪
三富溪，又稱巴拉峨巒溪，位於台灣東部之縣市管河川，幹流長度5.00公里，流域面積6.65平方公里，分佈於花蓮縣豐濱鄉。主流發源於豐濱鄉靜浦村織羅山（又名三富山）北側，向東流，於省道台11線三富橋東側注入太平洋，溪內盛產毛蟹。